# Uniform Resource Locator
Uniform Resource Locator (oversat til Enhedsressourcefinder), forkortet URL, bruges til at beskrive adressen på en bestemt ressource på internettet.
Uniform Resource Locator er en delmængde af Uniform Resource Identifier.
En URL er en stedfortræder for de IP-adresser, der er langt sværere at huske. Desuden kan en URL indeholde flere informationer end en IP-adresse.

## Opbygning
En URL er opbygget på følgende måde:
```
skemanavn://subdomæne.domæne.topdomæne:port/sti/side

```

subdomæne.domæne.topdomæne kaldes også for servernavnet.

### Skemanavn
Der findes mange skemanavne. Nogle af skemanavnene er også anvendt som protokoller på internettet. Skemanavnet skrives oftest som det første i en URL. Skemanavnet fortæller programmet hvilken service - og eventuelt tcp- eller udp-port, der skal bruges. Nogle browsere kan i dag håndtere flere skemanavne, men tidligere havde hver skemanavn et specifikt program.
| Skemanavn (nogle er OSI-lag 7 protokoller) | Formål                                    | Betydning                                 | Program                      | Standardport tcp- eller udp-port på OSI-lag 4 |
| ------------------------------------------ | ----------------------------------------- | ----------------------------------------- | ---------------------------- | --------------------------------------------- |
| http                                       | Hjemmesider                               | Hyper Text Transfer Protocol (www)        | En webbrowser                | tcp/80                                        |
| https                                      | Sikker transport af data på hjemmesider   | Hyper Text Transfer Protocol Secure (www) | En webbrowser                | tcp/443                                       |
| ftp                                        | Filoverførsel                             | File Transfer Protocol                    | FTP-program eller en browser | tcp/21 evt. 20                                |
| tftp                                       | Filoverførsel                             | Trivial File Transfer Protocol            | TFTP-program                 | udp/69                                        |
| irc                                        | Chat                                      | Internet Relay Channel                    | Irc (f.eks. mIRC)            | tcp/6667                                      |
| news eller NNTP                            | Nyheder/nyhedsgrupper                     | -                                         | Nyhedslæser                  | tcp/119                                       |
| telnet                                     | Terminalbaseret adgang til netværksudstyr | -                                         | Telnet-program               | tcp/23                                        |

I den ældre version af http-protokollen, kunne en server kun indeholde én hjemmeside pr. IP-adresse. I HTTP version 1.1 er dette ændret så serveren også får at vide, hvilket servernavn der forespørges på, og derved har man mulighed for at have mange forskellige domæner tilknyttet den samme IP-adresse.

### Server
Denne del af URL'en fortæller hvilken server der skal kontaktes. F.eks. https://da.wikipedia.org eller https://en.wikipedia.org. Mange mennesker tror at en hjemmesideadresse skal starte med www, men dette er blot en forkortelse for World Wide Web, som er den del af internettet vi kender med hjemmesider etc. (i modsætning til f.eks. mail og netradio). Som standard opsætter serveradministratoren en server, der tager imod forespørgsler til www-serveren.
Serveradressen (fx da.wikipedia.org) består (læst bagfra) af et topdomæne (org), et 2. niveau-domæne (wikipedia) og evt. et eller flere subdomæner (da).

### Topdomæne
Topdomæner (på eng. TLD) viser noget om hvor serveren "hører hjemme". Der er i praksis to typer af topdomæner:
landespecifikke topdomæner (ccTLD)
Hvert land har sin eget TLD – fx .dk (Danmark), .se (Sverige), .de (Tyskland). Alle landekoderne er på to bogstaver. Topdomæner som .nu (Niue) og .to (Tonga) er også landespecifikke, men de er blevet meget populære som alternative domæner til bl.a. danske virksomheder, da man fx kan få læsbare webadresser som cykler.nu og go.to.
generiske topdomæner (gTLD)
Topdomæner med en kategori som fællesnævner – fx .com (kommercielle virksomheder), .edu (undervisning), .org(organisationer). En del af de generiske topdomæner er ikke længere underlagt restriktioner, så kategoriseringen bør betragtes som vejledende.

### Domæne
Dette kaldes også for 2. niveau-domæne, da topdomænet er det første. I nogle lande er bestemte 2. niveau-domæner reserveret til bestemme ting. Dette gælder f.eks. i England, hvor .co svarer til .com-domænet globalt. Domænet er den del af URL'en man køber til sit firma eller privatperson.

### Subdomæne
Et domæne kan have et eller flere tilknyttede subdomæner. I WWW-sammenhæng registrer man ofte subdomænet www for at angive en webadresse, men det er ikke nødvendigt. Subdomæner kan anvendes til at samle forskellige minisites under samme hoveddomæne, som fx TV 2 gør det (vejret.tv2.dk, nyhederne.tv2.dk, ...).
Subdomænet www peger stort set altid på samme adresse som hoveddomænet – i visse tilfælde kan hoveddomænet endda slet ikke benyttes uden www.

### tcp- eller udp-port
En (tcp- eller udp)-port er – som navnet antyder – en bestemt dør ind til et system. Hvis en maskine kun er tilknyttet ét IP-adresse, kan den kun udføre én opgave (web, mail, chat), men med angivelsen af en port, er det muligt at åbne en anden dør til samme maskine og derved få tilbudt en anden service. Det er også disse porte, der skal åbnes i en firewall for at kunne bruge en bestemt funktion af et program.
I ovenstående skema ses de standardporte som de forskellige protokoller bruger. Det er dog muligt at angive en alternativ port, f.eks. kan man tilgå en mailserver med et telnet program, ved at angive URL'en til mailserveren, men bruge tcp-port 110.

### Sti/Side
URL'en kan også indeholde stien til den specifikke hjemmeside man ønsker – i dette tilfælde "/w/index.php". Der er ikke faste regler for opbygningen af denne del, men den bestemt af hjemmesiden man besøger. Ofte bliver en tekst mellem to skråstreger fortolket som en mappe på serveren, mens navnet efter sidste skråstreg henviser til en fil i den pågældende mappe. Hvis der ikke angives en sti, eller hvis filnavnet mangler, vil serveren ofte levere en standardfil fra den pågældende mappe.

### Querystring
I visse adresser indgår en querystring sidst i adressen. Den kendes ved et spørgsmålstegn og anvendes af serverbaserede scriptsprog til overførsel af oplysninger til siden. Querystring anvendes ofte ved links til søgesider (eksempel: https://www.google.dk/search?q=querystring )

Her er nogle eksempler på URL-adresser:
```
 http://www.foldoc.org/?Uniform+Resource+Locator
 ftp://wuarchive.wustl.edu/mirrors/msdos/graphics/gifkit.zip
 ftp://spy:secret@ftp.acme.com/pub/topsecret/weapon.tgz
 nntp://news.sunsite.dk/dk.test/1234
 news:alt.hypertext
 telnet://dra.com

```